# Kayla Fields
Kayla Fields ist eine US-amerikanische Schauspielerin.

## Leben
Fields wuchs im Westen des US-Bundesstaates Texas auf. Ab ihrer Zeit an der High School war sie als Theaterdarstellerin tätig. Neben Englisch spricht sie auch Spanisch. Von 2007 bis 2012 studierte sie Theater an der Texas Tech University, die sie mit dem Bachelor of Fine Arts verließ. 2010 erhielt sie Rollen in den Kurzfilmen The File und Alike in Dignity: A Super Love Story. 2011 spielte sie in der Kurzfilmproduktion The David mit. 2013 gab sie ihr Filmschauspieldebüt in Spontaneous Human Combustion. In den folgenden Jahren wirkte sie in mehreren Kurzfilmen und 2017 in fünf Episoden der Fernsehserie BuzzFeed Murder Mystery Stories in der Rolle der Erin mit. 2020 übernahm sie die größere Rolle der Lisbeth Trudel im Fernsehfilm Who Is Killing the Cheerleaders?. 2023 spielte sie in jeweils größeren Rollen in den vom Filmstudio The Asylum produzierten Filmen DC Down – Washington in Flammen, Battle of the Atlantic – America vs Russia und The Exorcists – Die Hölle öffnet ihre Pforten mit. 2024 spielte sie die Rolle der Wissenschaftlerin Dr. Erica Garland im Katastrophenfilm The Twisters.

## Filmografie (Auswahl)
- 2010: The File (Kurzfilm)
- 2010: Alike in Dignity: A Super Love Story (Kurzfilm)
- 2011: The David (Kurzfilm)
- 2013: Spontaneous Human Combustion
- 2013: Sync (Kurzfilm)
- 2014: The Great Mistake of Dr. Miles (Kurzfilm)
- 2014: To Protect and Serve (Kurzfilm)
- 2016: Ad inferos (Kurzfilm)
- 2016: Sock World (Kurzfilm)
- 2017: BuzzFeed Murder Mystery Stories (Fernsehserie, 5 Episoden)
- 2017: The Ugly Christmas Sweater (Fernsehkurzfilm)
- 2019: Hospice (Fernsehfilm)
- 2020: Entwined (Kurzfilm)
- 2020: Struggling (Kurzfilm)
- 2020: Who Is Killing the Cheerleaders? (Fernsehfilm)
- 2023: DC Down – Washington in Flammen (DC Down)
- 2023: Rear View Mirror
- 2023: Battle of the Atlantic – America vs Russia (Top Gunner: Battle of the Atlantic)
- 2023: The Exorcists – Die Hölle öffnet ihre Pforten (The Exorcists)
- 2024: The Twisters